# La Ferté-Vidame
La Ferté-Vidame is een gemeente in het Franse departement Eure-et-Loir (regio Centre-Val de Loire) en telt 779 inwoners (2005). De plaats maakt deel uit van het arrondissement Dreux.

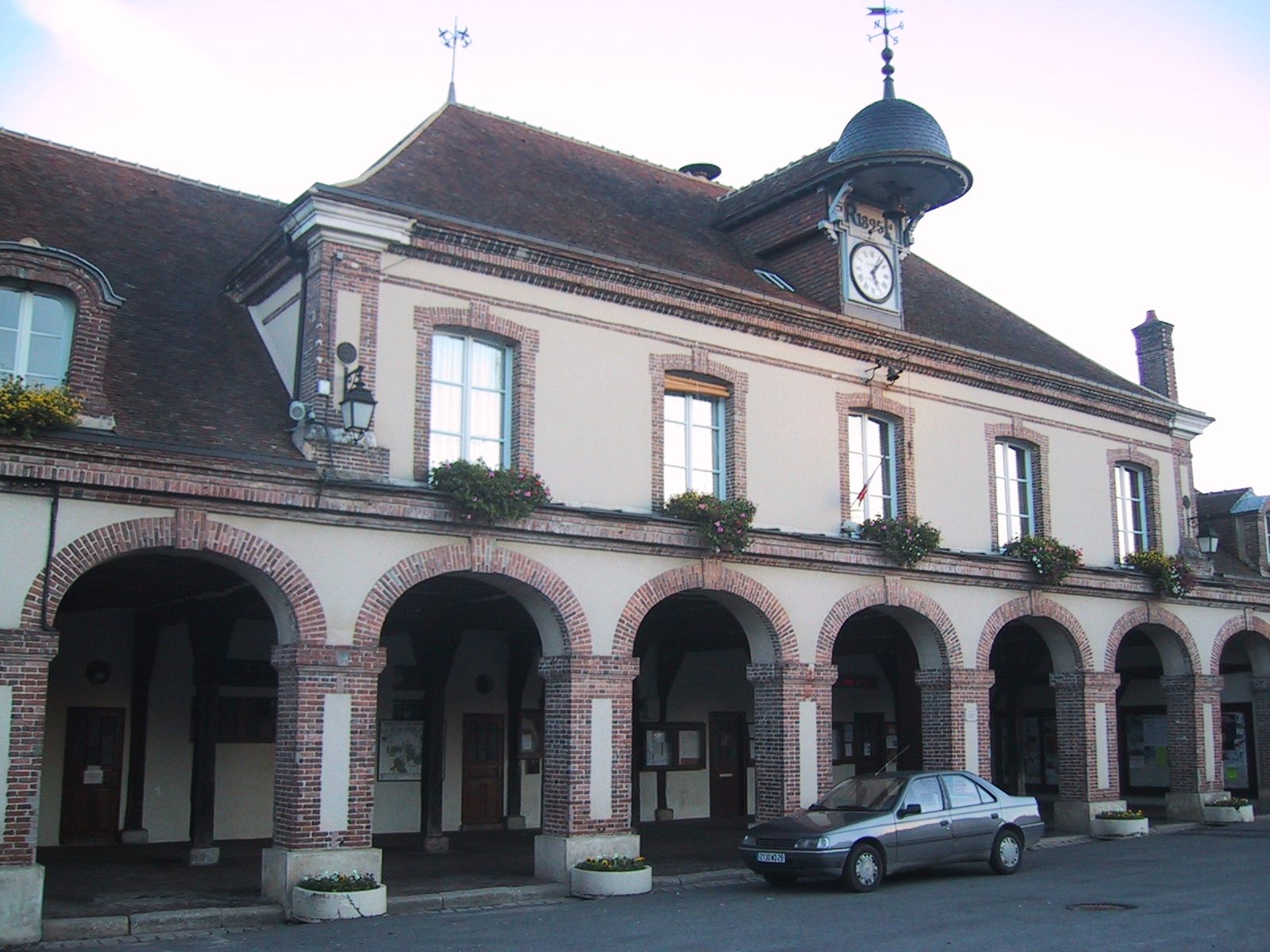
Stadhuis

## Geografie
De oppervlakte van La Ferté-Vidame bedraagt 40,1 km², de bevolkingsdichtheid is 19,4 inwoners per km².
De onderstaande kaart toont de ligging van La Ferté-Vidame met de belangrijkste infrastructuur en aangrenzende gemeenten.

## Demografie
Onderstaande figuur toont het verloop van het inwonertal (bron: INSEE-tellingen).

## Citroën
In 1938 kocht Citroën een ommuurd terrein dat ingericht werd als testcentrum voor het bedrijf. Hier werd voor de oorlog gewerkt aan prototypes van de 2CV. Aan het begin van de oorlog waren hier drie exemplaren verborgen en vervolgens vergeten. Deze kwamen in 1994 tevoorschijn. Een van deze exemplaren staat in het conservatoire Citroën in Aulnay-sous-Bois.